# Royal Mews

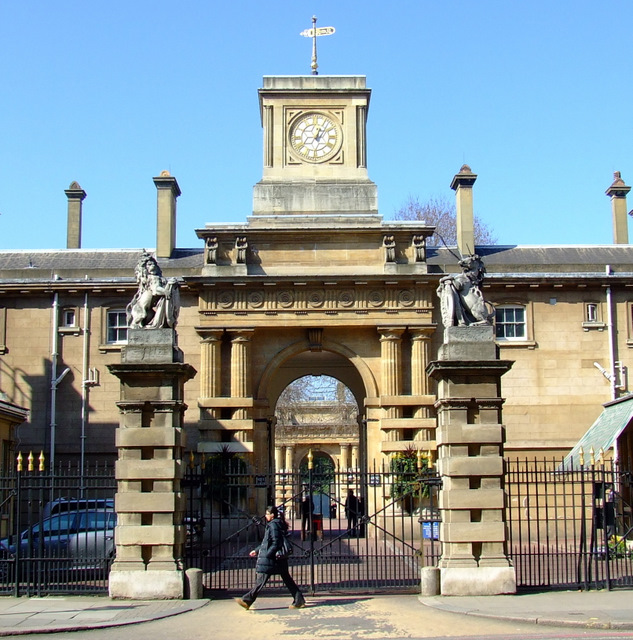
Eingang der Royal Mews

Die Royal Mews sind der Marstall der britischen Königsfamilie in London.
Der ursprüngliche Marstall lag nördlich von Charing Cross. In den 1820er Jahren wurde der Marstall auf das Gelände des Buckingham Palace verlegt.
Im öffentlich zugänglichen Teil der Royal Mews im Buckingham Palace befindet sich ein Kutschenmuseum. Der Rest ist im Gebrauch und beherbergt Pferde, Kutschen und Autos für das britische Staatsoberhaupt.

## Charing Cross

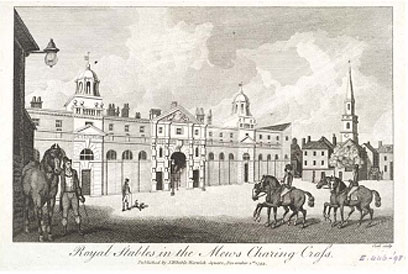
The Mews bei Charing Cross, 1793

Die ersten Ställe, die als Mews bezeichnet wurden, befanden sich in Charing Cross am westlichen Ende von The Strand. Ab 1377 wurden an diesem Ort die königlichen Falken gehalten und der Name „mew“ leitet sich vom französischen Verb „muer“, für „mausern“ ab.

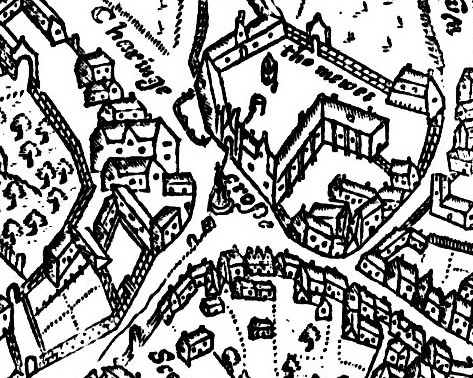
„The mewes“ (oben rechts) bei Charing Cross, 1593

Das Gebäude wurde 1534 durch einen Brand zerstört und als Marstall wieder aufgebaut, wobei es seinen alten Namen behielt. Auf alten Karten, wie der „Woodcut“-Karte von London aus den frühen 1560er Jahren, ist zu sehen, dass sich die Mews bis zum heutigen Leicester Square erstreckten.
1732 wurden sie nach Plänen von William Kent erneut umgebaut. Je nachdem, ob eine Frau oder ein Mann auf dem Thron war, wurde der königliche Marstall Queen's Mews oder King's Mews genannt. Der Marstall nahm die nördliche Hälfte des Geländes ein, davor lag ein großer Platz. Im frühen 19. Jahrhundert wurden die King's Mews für die Öffentlichkeit zugänglich.
In den späten 1820ern wurden die King's Mews abgerissen, um Platz zu schaffen für den Trafalgar Square, der 1837 bis 1844 angelegt wurde, und die National Gallery, die 1838 eröffnet wurde.

## Buckingham Palace
Die heutige Royal Mews in London befinden sich südlich des Buckingham Palace Garden, nahe Grosvenor Place.
George III. brachte einige seiner Gebrauchspferde und Kutschen in den 1760er Jahren zum Buckingham House, das er 1762 für den privaten Gebrauch erworben hatte, aber der Marstall mit den Staatskarossen blieb in den King's Mews. Erst als sein Sohn George IV. den Buckingham Palace in den 1820er zum königlichen Hauptsitz machte, wurden die königlichen Stallungen hierhin verlegt. Die modernen Royal Mews wurden von John Nash entworfen und 1825 fertig gestellt. Nur die Reitschule, die William Chambers zugeschrieben wird, stammt aus den 1760ern. Die Gebäude der Mews wurden seitdem mehrfach umgebaut.
Die Mews werden, obwohl sie voll benutzt werden, regelmäßig der Öffentlichkeit zur Besichtigung zugänglich gemacht. Hier stehen die britischen Staatskarossen, Kutschen, und 30 Pferde sowie der moderne Fuhrpark. Das Personal wohnt in den Wohnungen über den Remisen und Ställen.

### Kutschen

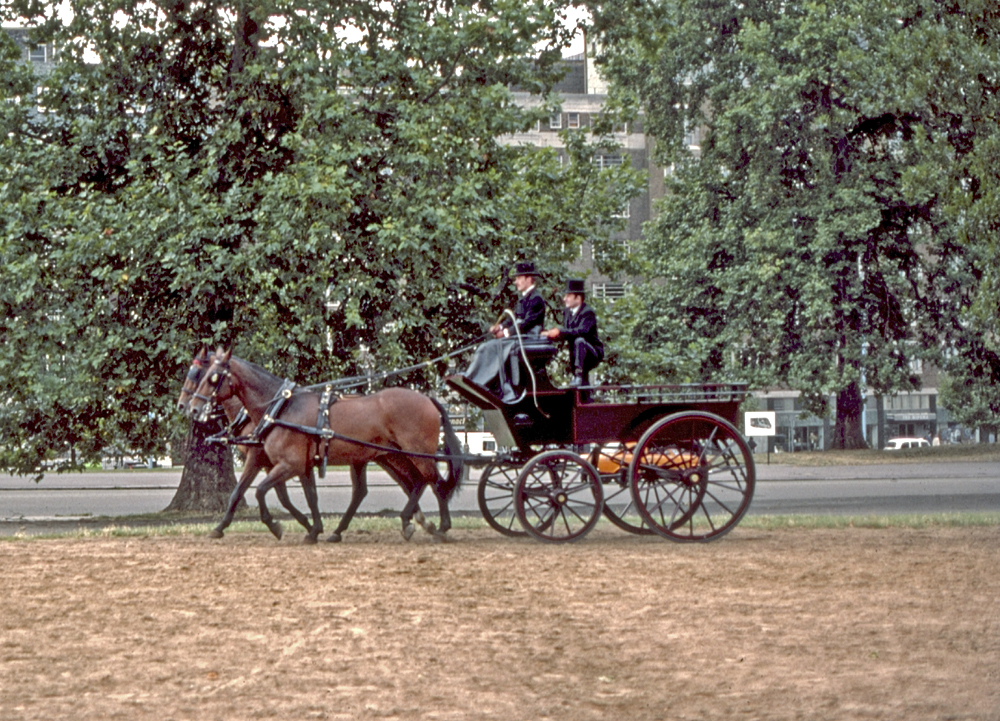
Brakes werden für das tägliche Training der Wagenpferde verwendet

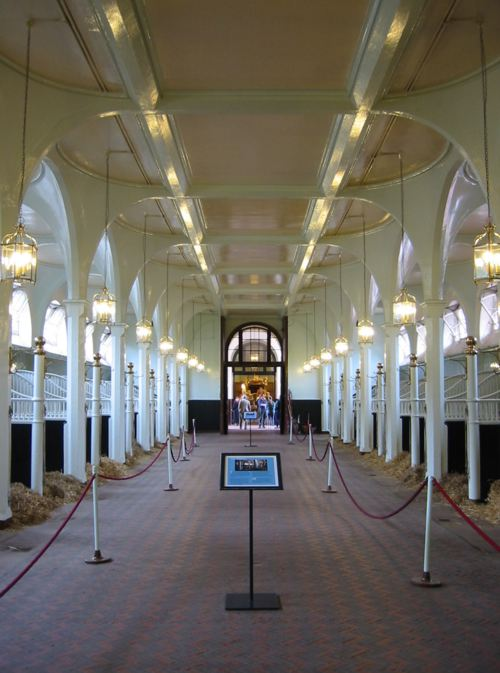
Historische Ställe der Royal Mews

Die meisten Kutschen der Mews sind regelmäßig im Gebrauch, beispielsweise die Broughams. Andere sind besonderen Gelegenheiten vorbehalten, wie die Gold State Coach. Im Folgenden werden einige der Kutschen, die zu den Royal Mews gehören, aufgelistet.
- Gold State Coach
- Irish State Coach
- Scottish State Coach
- Australian State Coach
- Diamond Jubilee State Coach
- Queen Alexandra’s State Coach
- Glass Coach
- King Edward VII’s Town Coach
- diverse Landauer, Barouches, Broughams, Phaetons und Victorias
- historische Carrick und Louis-Philippe Charabanc
- diverse Pony- und Trainingswagen

Es gibt auch diverse Schlitten, darunter Queen Victorias Staatsschlitten, die selten benutzt werden.

### Wagenpferde
Die meisten Wagenpferde sind entweder Windsor Greys oder Cleveland Bays. Sie werden regelmäßig angespannt und werden für Wettkämpfe, privaten Gebrauch und zeremonielle Anlässe eingesetzt. Ihr Mist wird im nahegelegenen Buckingham Palace Garden zum Düngen verwendet.

### Motorisierter Fuhrpark
Auch der moderne Fuhrpark ist in den Royal Mews untergebracht. Die ersten Automobile wurden im 20. Jahrhundert unter Eduard VII. angeschafft. Sein Sohn George V. baute um 1920 zwei Remisen für seine Staats-Daimler in Garagen um. Die offiziellen Fahrzeuge sind im Gegensatz zu Privatfahrzeugen alle in Royal Claret lackiert (Schwarz und Bordeaux). Die fünf wichtigsten Staatskarossen haben keine Nummernschilder.

## Weitere Standorte

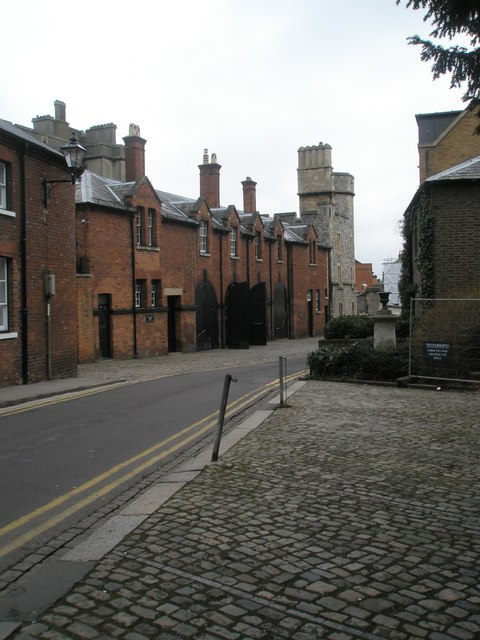
Eingang der Royal Mews von Windsor Castle

Die Royal Mews in Hampton Court Palace sind nicht öffentlich zugänglich. Dort sind sowohl Mitarbeiterinnen als auch Ställe untergebracht.
In den Royal Mews in Windsor Castle sind die Wägen für Ascot und den Windsor Great Park untergebracht. Hier stehen auch einige Reitpferde.
Die Royal Mews im Holyrood Palace gehören zum ältesten Teil des Palates und werden gebraucht, wenn königliche Kutschen in Edinburgh verwendet werden.
Auch die Ställe des ehemaligen St James’s Palace wurden als Royal Mews bezeichnet. Heute befindet sich an diesem Ort das Lancaster House.